# Оку Дайсуке
Дайсуке Оку (яп. 奧 大介, Oku Daisuke), нар. 7 лютого 1976, Амагасакі — пом. 17 жовтня 2014, Міякоджіма) — японський футболіст, що грав на позиції півзахисника.
Виступав за клуби «Джубіло Івата», «Йокогама Ф. Марінос» та «Йокогама», а також національну збірну Японії.

## Клубна кар'єра
У 1994 році Дайсуке Оку підписав перший професійний контракт з клубом «Джубіло Івата», дебютував у його складі в чемпіонаті Японії через два роки. У 1997 і 1998 роках, вже будучи твердим гравцем основного складу, двічі вигравав чемпіонат Японії, а в 1999 році став переможцем Ліги Чемпіонів Азії та азійського суперкубка.
У 2002 році Оку перейшов в клуб «Йокогама Ф. Марінос», з яким теж став дворазовим чемпіоном країни (2003 і 2004 року).
У 2007 році виступав за ФК «Йокогама», в кінці сезону завершив кар'єру футболіста.

## Виступи за збірні
1995 року залучався до складу молодіжної збірної Японії. На молодіжному рівні зіграв у 4 офіційних матчах, забив 1 гол.
28 жовтня 1998 року дебютував в офіційних іграх у складі національної збірної Японії в матчі проти збірної Єгипту.
У складі збірної був учасником розіграшу Кубка Америки 1999 року у Парагваї (2 матчі), кубка Азії з футболу 2000 року у Лівані, здобувши того року титул переможця турніру (4 матчі), та розіграшу Кубка конфедерацій 2003 року у Франції (1 матч).
Останньою його грою за збірну став матч проти збірної Малайзії 7 лютого 2004 року. Всього протягом кар'єри у національній команді, яка тривала 7 років, провів у формі головної команди країни 26 матчів, забивши 2 голи — у ворота Ірану в 1999 році і ОАЕ в 2000 році.

## Особисте життя
Дайсуке Оку був одружений з 2002 року на актрисі Хінако Саєкі. У 2013 році він був затриманий поліцією за погрози вбивства своєї дружини, після цього вони розлучилися.

## Смерть
17 жовтня 2014 року Оку загинув, виїхавши на зустрічну смугу на своїй машині і врізався в стовп.

## Статистика

### Клубна
| Чемпіонат | Чемпіонат             | Чемпіонат | Ліга | Ліга | Кубок            | Кубок            | Кубок ліги      | Кубок ліги      | Континент. змаг. | Континент. змаг. | Всього | Всього |
| Сезон     | Клуб                  | Ліга      | Ігри | Голи | Ігри             | Голи             | Ігри            | Голи            | Ігри             | Голи             | Ігри   | Голи   |
| Японія    | Японія                | Японія    | Ліга | Ліга | Кубок Імператора | Кубок Імператора | Кубок Джей-ліги | Кубок Джей-ліги | Азія             | Азія             | Всього | Всього |
| --------- | --------------------- | --------- | ---- | ---- | ---------------- | ---------------- | --------------- | --------------- | ---------------- | ---------------- | ------ | ------ |
| 1994      | «Джубіло Івата»       | Джей-ліга | 0    | 0    | 0                | 0                | 0               | 0               | -                | -                | 0      | 0      |
| 1995      | «Джубіло Івата»       | Джей-ліга | 0    | 0    | 0                | 0                | -               | -               | -                | -                | 0      | 0      |
| 1996      | «Джубіло Івата»       | Джей-ліга | 6    | 0    | 0                | 0                | 8               | 0               | -                | -                | 14     | 0      |
| 1997      | «Джубіло Івата»       | Джей-ліга | 26   | 9    | 4                | 0                | 12              | 3               | -                | -                | 42     | 12     |
| 1998      | «Джубіло Івата»       | Джей-ліга | 32   | 12   | 3                | 0                | 6               | 2               | -                | -                | 41     | 14     |
| 1999      | «Джубіло Івата»       | Джей-ліга | 28   | 7    | 3                | 0                | 4               | 0               | -                | -                | 35     | 7      |
| 2000      | «Джубіло Івата»       | Джей-ліга | 30   | 4    | 3                | 0                | 4               | 0               | -                | -                | 37     | 4      |
| 2001      | «Джубіло Івата»       | Джей-ліга | 25   | 4    | 2                | 0                | 6               | 0               | -                | -                | 33     | 4      |
| 2002      | «Йокогама Ф. Марінос» | Джей-ліга | 26   | 7    | 2                | 1                | 0               | 0               | -                | -                | 28     | 8      |
| 2003      | «Йокогама Ф. Марінос» | Джей-ліга | 26   | 5    | 1                | 0                | 5               | 1               | -                | -                | 32     | 6      |
| 2004      | «Йокогама Ф. Марінос» | Джей-ліга | 25   | 10   | 2                | 1                | 4               | 1               | 4                | 1                | 35     | 13     |
| 2005      | «Йокогама Ф. Марінос» | Джей-ліга | 25   | 1    | 2                | 1                | 1               | 0               | 5                | 1                | 33     | 3      |
| 2006      | «Йокогама Ф. Марінос» | Джей-ліга | 15   | 2    | 1                | 0                | 4               | 0               | -                | -                | 20     | 2      |
| 2007      | «Йокогама»            | Джей-ліга | 16   | 1    | 0                | 0                | 2               | 1               | -                | -                | 18     | 2      |
| Країна    | Японія                | Японія    | 280  | 62   | 23               | 3                | 56              | 8               | 9                | 1                | 350    | 72     |
| Всього    | Всього                | Всього    | 280  | 62   | 23               | 3                | 56              | 8               | 9                | 1                | 350    | 72     |

### Збірна
| Збірна Японії | Збірна Японії | Збірна Японії |
| Роки          | Ігри          | Голи          |
| ------------- | ------------- | ------------- |
| 1998          | 1             | 0             |
| 1999          | 5             | 1             |
| 2000          | 12            | 1             |
| 2001          | 4             | 0             |
| 2002          | 0             | 0             |
| 2003          | 3             | 0             |
| 2004          | 1             | 0             |
| Всього        | 26            | 2             |

## Титули і досягнення
- Переможець Ліги Чемпіонів Азії (1):

«Джубіло Івата»: 1999
- Володар Суперкубка Азії (1):

«Джубіло Івата»: 1999
- Чемпіон Японії (4):

«Джубіло Івата»: 1997, 1999
«Йокогама Ф. Марінос»: 2003, 2004
- Володар Кубка Джей-ліги (1):

«Джубіло Івата»: 1998
- Володар Суперкубка Японії (4):

«Джубіло Івата»: 1998, 2000
«Йокогама Ф. Марінос»: 2004, 2005
Збірні
- Володар Кубка Азії: 2000

### Індивідуальні
- Включений в символічну збірну чемпіонату Японії[3]: 1998, 2003, 2004